# Apache Camel
Apache Camel es un motor de enrutamiento y mediación basado en reglas que provee una implementación basada en objetos Java de los patrones propuestos en Enterprise Integration Patterns, ya sea empleando una API o bien un lenguaje específico del dominio declarativo expresado en Java, para configurar las reglas de ruteo y mediación. El uso de un lenguaje específico del dominio significa que Apache Camel es capaz de soportar un completamiento automático de las reglas de ruteo en un entorno de desarrollo integrado usando código Java corriente sin gran cantidad de archivos de configuración XML, aunque también se soporta la configuración en XML en los marcos de Spring.
Camel muchas veces se emplea en conjunto con Apache ServiceMix, Open ESB, Apache ActiveMQ y Apache CXF en proyectos de infraestructura orientados a servicios.

## Herramientas
Existen herramientas gráficas, basadas en Eclipse, provistas por FuseSource y Talend.